# Копание
Копа́ние — способ разработки грунта, включающий в себя процессы резания, волочения, выемки и перемещения грунта на небольшие расстояния.
Копание осуществляется такими землеройными машинами как экскаватор, скрепер и др.
Копание мёрзлых грунтов можно производить следующим методом. Специальными установками производится нарезка щелей в грунте на 0,75-0,8 часть глубины промерзания грунта с расстоянием между щелями около 800 мм, а дальнейшее резание и выемка целиков между резами осуществляется экскаваторами. Преимуществом такого метода копания является то, что приходится разрушать резанием не более 25 % грунта, а остальная часть убирается экскаваторами.
Помимо копания мёрзлые грунты разрабатывают также методом откола.
Силы сопротивления рабочему органу при копании имеют три составляющие: сила сопротивления резанию, сила сопротивления перемещению призмы волочения, сила сопротивления заполнению ковша.